# Avery John
Avery John   (Point Fortin, 18 de juny de 1975) és un exfutbolista de Trinitat i Tobago de la dècada de 2000. Fou 65 cops internacional amb la selecció de Trinitat i Tobago. Pel que fa a clubs, destacà a Bohemians, Shelbourne, New England Revolution, i D.C. United.